# Pha That Luang
Pha That Luang je budistička stupa u gradu Vientiane u Laosu.
Stupa je spomenik, simbol Bude i budizma. Nalazi se oko tri kilometara sjeverno od središta grada. U području stupe je kip Jayavarmana VII. On je izgradio Bayon oko 1200. godine kao spomen na pobjedu nad susjednim narodom Cham, koji je razorio Angkor 1177. godine. Bayon je bio posljednji kmerski hram sagrađen u Angkoru. 
Pha That Luang je sagrađena u 16. stoljeću za vrijeme kralja Setthathiratha, nakon što je odlučio, da se glavni grad preseli iz Luang Prabanga u Vientiane. Pha That Luang je važan nacionalni simbol i nalazi se na grbu Laosa. Također se nalazi i na novčanicima nacionalne valute laoškoga kipa.
Povijest kompleksa započinje u 3. stoljeću. Prvo je bio hinduistički hram. Buduistički redovnici su kasnije donijeli relikvije Bude. Obnovljen je u 13. stoljeću kao kmerski hram. U 16. stoljeću, bila je rekonstrukcija i spušteni su temelji. U 19. stoljeću, Pha That Luang oštećen je tijekom tajlandske invazije. Nakon toga je u potpunosti obnovljen.